# Schneelochbach (Saugrabenbach)
Der Schneelochbach ist ein rund 1,2 Kilometer langer, linker Nebenfluss des Saugrabenbachs in der Steiermark.

## Verlauf
Der Schneelochbach entsteht im westlichen Teil der Gemeinde Kainach bei Voitsberg, im nordwestlichen Teil der Katastralgemeinde Gallmannsegg, südwestlich der Roßbachalm, östlich der Zeißmannhütte und nordöstlich der Roßbachhütte. Er flißet zuerst relativ gerade nach Südwesten, ehe er nach etwa 400 Metern auf einen relativ geraden Südkurs schwenkt. In der Katastralgemeinde Oswaldgraben mündet er etwas nördlich des Steinkogels, südöstlich der Zeißmann- und der Roßbachhütte sowie nordwestlich des Hofes Jacklbauer in den Saugrabenbach, der danach nach von seinem Südost- auf einen Südsüdostkurs schwenkt.
Auf seinem Lauf nimmt der Schneelochbach von links einen und von rechts drei kleine und unbenannte Wasserläufe auf.